# Kosper Club Deportivo
El Kosper Club Deportivo fue un club de fútbol de Laredo, Cantabria. Su nombre combina las sílabas iniciales de los apellidos de su presidenta.

## Historia
El Kosper CD fue creado en el año 2009 por doña Heidi Kostka Pérez y comenzó a jugar oficialmente en la temporada 2009-10, en la categoría de Segunda Regional de Cantabria. A pesar de ser un equipo de Laredo tuvo que actuar su primera temporada en el campo de La Viesca de Liendo, pero para la siguiente temporada lo iba a hacer en el Estadio Municipal de Laredo. Tras disputar la primera temporada el equipo obtuvo cinco puntos merced a cinco empates, acabando la temporada sin ninguna victoria; por esta razón para la temporada 2010-11 se había cambiado casi la totalidad de la plantilla, fichando además jugadores laredanos que hasta la fecha jugaban en diversos equipos cántabros. Sin embargo, a sólo una semana del inicio liguero los problemas económicos y otros problemas internos provocaron la decisión del presidente de hacer desaparecer al club.
- Temporadas en 1ª: 0
- Temporadas en 2ª: 0
- Temporadas en 2ªB: 0
- Temporadas en 3ª 0
- Temporadas en RP 0
- Temporadas en 1ªR 0
- Temporadas en 2ªR 1
- Mayores goleadas:
  - Encajada en casa: (Temporada 2009-2010).
  - Encajadas fuera:  (Temporada 2009-2010).
  - Conseguida fuera:  (Temporada 2009-2010).
  - Conseguida en casa:  (Temporada 2009-2010).

## Temporadas del Kosper
| Temporada | Categoría                     | Puesto | Puntos | P. Ganados | P. Empatados | P. Perdidos |
| --------- | ----------------------------- | ------ | ------ | ---------- | ------------ | ----------- |
| 2009\10   | Segunda Regional de Cantabria | 19º    | 5      | 0          | 5            | 33          |

## Estadio
El Kosper CD disputó sus partidos como local en el campo de La Viesca (Liendo).

## Uniforme
- Uniforme titular: camiseta blanca, pantalón blanco y medias blancas.
- Uniforme alternativo: camiseta negra, pantalón blanco y medias blancas.

## Jugadores
- Datos: Q5960566